# Gmina Michałowo
Die Gmina Michałowo ist eine Stadt-und-Land-Gemeinde im Powiat Białostocki der Woiwodschaft Podlachien in Polen. Ihr Sitz ist die gleichnamige Stadt (litauisch Michalovas; belarussisch Міхалова) mit etwa 3000 Einwohnern.

## Gliederung
Zur Stadt-und-Land-Gemeinde Michałowo gehören 34 Ortschaften mit einem Schulzenamt:
Bachury
Barszczewo
Bieńdziuga
Bondary
Cisówka
Ciwoniuki
Hieronimowo
Hoźna
Jałówka
Juszkowy Gród
Kazimierowo
Kituryki-Gonczary
Kobylanka
Kopce
Leonowicze
Lewsze
Mostowlany-Kolonia
Mościska
Nowa Łuplanka
Nowa Wola
Odnoga-Kuźmy
Oziabły
Pieńki
Planty
Potoka
Sokole
Suszcza
Szymki
Topolany
Tylwica
Zaleszany
Żednia
Weitere Ortschaften der Gemeinde sind:
Bagniuki
Bołtryki
Borsukowizna
Brzezina
Budy
Dublany
Garbary
Gorbacze
Julianka
Kalitnik
Kamienny Bród
Kokotowo (kolonia)
Kokotowo (osada leśna)
Koleśne
Kondratki
Kowalowy Gród
Krugły Lasek
Krukowszczyzna
Krynica
Kuchmy-Kuce
Kuchmy-Pietruki
Kuryły
Maciejkowa Góra
Majdan
Marynka
Michałowo-Kolonia
Nowe Kuchmy
Nowosady
Osiedle Bondary
Pieńki-Kolonia
Pólko
Rochental
Romanowo
Rudnia
Rybaki
Sacharki
Stanek
Stara Łuplanka
Stare Kuchmy
Supruny
Świnobród
Tanica Dolna
Tanica Górna
Tokarowszczyzna
Tylwica-Kolonia
Tylwica-Majątek
Wierch-Topolany
Zajma